# Paul Niepoort
Paul Niepoort (født 28. oktober 1922 i Aarhus, død februar 2017) var en dansk arkitekt.

## Uddannelse
Han var søn af ingeniør Arie Christiaan Niepoort og Kirsten Wied. Paul Niepoort blev efter studentereksamen fra Aarhus Katedralskole 1941 først bygningskonstruktør fra Aarhus Tekniske Skole samt murersvend med sølvmedalje i 1944. Han afsluttede sin uddannelse som arkitekt på Kunstakademiets Arkitektskole i 1946 og vandt den lille guldmedalje i 1949 for et projekt til et bladhus på Rådhuspladsen. Efter studierne arbejdede han hos professor Edvard Thomsen og hos Viljo Rewell i Helsinki 1946, hos Le Corbusier og Pierre Jeanneret i Paris 1950 og hos Wm. Lescaszee og R. Kelly i USA 1950-52. Niepoort var på talrige rejser i Europa og USA, men kom også til Afrika i 1960'erne og 1970'erne.

## Virke i Danmark og Sverige
I 1952 etablerede Niepoort egen tegnestue. Allerede hans guldmedaljeprojekt havde vist, at han mestrede en kompliceret og mangesidig byggeopgave, og han fik især en række opgaver for offentlige myndigheder og private virksomheder. Hans største udfordring var Atomforsøgsanlægget i Risø, som han projekterede sammen med Preben Hansen. Denne specielle opgave førte til, at Carlsberg gav Niepoort til opgave at projektere Carlsberg Isotoplaboratorium, som er udført med en eksklusiv og minimalistisk brug af rødt murværk og og facadebeklædning af bronzeplader. Niepoort bidrog i 1961 til bogen Projektering, bygning og indretning af laboratorier og i samme periode blev han anvendt som arkitekt af en række store virksomheder.
Siden deltog Niepoort i en lang række konkurrencer om især universiteter, men vandt ikke. I tilfældet Børglumkollegiet, som blev projekteret sammen med Harald Salling-Mortensen, skabte arkitekterne nogle meget særegne, autonome punkthuse i fire etager, som med forbindelsesgange bindes sammen med et enetages fælleshus. En savtakket profil i grundplanen sikrer maksimalt lysindfald til boligerne, mens facader i gule mursten garanterer en sammenhængende æstetisk profil, som er tro mod en nordisk æstetik. 
Niepoorts projekter fra 1960'erne vidner om en begejstring for en nordisk linje inden for modernismen, især identificeret med Alvar Aalto, som i hans produktion enten fandt en minimalistisk vej, hvor forenklingen af hovedformen var det primære (Nyköping Stadshus, sammen med Jean-Jacques Baruël), eller en plastisk-organisk vej (Sønderbro Kirke i Horsens), hvor den intuitivt skulpturelle udformning af bygningen dominerer. I tilfældet Nyköping er den kantede bygning beklædt og indrettet med Carrara-marmor, kobber og teaktræ, mens den blødt formede Sønderbro Kirke får sin udtrykskraft henholdsvis ved dens sammensatte, plastiske hovedform og ved det generøse lysindfald.
Fra 1970'erne blev Niepoort næsten udelukkende knyttet til Sverige, hvor han især fik opgaver med at tegne filialer af Sveriges Riksbank.
Han var lærer ved Kunstakademiets Arkitektskole 1954-59 og professor ved Tekniska Högskolan i Lund 1970-71 og 1975-76 og desuden ekspertrådgiver for UNESCO og Verdensbanken 1972-74. Han var også dommer i adskillige arkitektkonkurrencer.
Han blev gift 20. september 1953 i Stockholm med tekstildesigner Sonia Linnea Kyllenbeck (født 5. juli 1930 i Oppeby, Sverige), datter af lærer Sven Arthur Kyllenbeck og Nanna Auroro Nilsson. Parret fik tre børn. Ved sin død boede han i Sverige.

## Værker
- Örebro Kirkegård, Sverige (1953-56, sammen med Leif Damgaard)
- Butikscenter, børne- og ungdomsinstitution m.m., Vejlby-Risskov (1955, 1966)
- Industribygning, Castrol, København (1956-58)
- Sommerhus, Dronningmølle (1956, 1961)
- Atomenergikomissionens Forsøgscenter, Risø (1956-59, sammen med Preben Hansen)
- Industribygning, Reckitt & Colman, Brøndbyerne (1959-64)
- Oliefirmaet C.C. Wakefield, Amager Strandvej, København (1960)
- Børglumkollegiet, Vejlby-Risskov (1960-67, sammen med Harald Salling-Mortensen)
- Sønderbro Kirke, Horsens, (1962-71, 1. præmie 1961)
- Carlsberg Isotoplaboratorium, Valby, København (1964-66)
- Højhus og bibliotek, Langenæs i Aarhus (1966-70, sammen med Salling Mortensen)
- Nyköping Stadshus, Sverige (1969, 1. præmie 1960, sammen med Jean-Jacques Baruël)
- Sveriges Riksbank, Malmø (1974-78, sammen med Jan Henriksson)
- Eslöv Stadshus, Sverige (1976-78)
- Thorsman & Co Industri m.m., Nyköping, Sverige (1976-90)
- Sveriges Riksbank, Jönköping (1979-82)
- Sveriges Riksbank, Växjö (1982-84)
- Sveriges Riksbank, Vänersborg (1985-86)
- Sveriges Riksbank, Västerås (1987-88)
- Sveriges Riksbank, Göteborg (1989)
- ASEA Brown Boveri, Västerås (1989)
- Sveriges Riksbank, Mölndal (1990)

Endvidere møbler, belysningsarmaturer, altersølv m.m. i forb. med ovennævnte arbejder

### Andre konkurrencer
- Stockholms Universitet (1964, 2. præmie, sammen med Jean-Jacques Baruël)
- Uleåborgs Universitet (1967, 2. præmie)
- Rehabiliteringscenter, Lund (2. præmie)
- Centerkvarterer, Malmø (1. præmie)
- Rådhuset i Amsterdam
- Sveriges Riksdag
- Landskabsplan for Hven
- Universitetscenter i Odense